# Saint-André-de-Messei
Saint-André-de-Messei – miejscowość i gmina we Francji, w regionie Normandia, w departamencie Orne.
Według danych na rok 1990 gminę zamieszkiwały 582 osoby, a gęstość zaludnienia wynosiła 39 osób/km² (wśród 1815 gmin Dolnej Normandii Saint-André-de-Messei plasuje się na 388. miejscu pod względem liczby ludności, natomiast pod względem powierzchni na miejscu 242.).